# Calédonie
Ne doit pas être confondu avec Nouvelle-Calédonie.
« Caledonia » redirige ici. Pour les autres significations, voir Caledonia (homonymie).
La Calédonie est l'ancien nom de l'Écosse. C'est la forme française du terme latin Caledonia (utilisé aussi en anglais), qui désignait la partie de l'île de Bretagne au nord du mur d'Hadrien, puis du mur d'Antonin.

## Étymologie
Caledonia est vraisemblablement le pays des Calédoniens, peuple dont l'ethnonyme brittonique est basé sur l'adjectif caled- « dur », que l'on retrouve en breton kalet et en gallois caled, avec le même sens. Le suffixe « -one » se retrouve dans les ethnonymes de nombreux peuples celtes, continentaux ou brittoniques (Lingons, Santons, Pictons…)
On retrouve cet adjectif dans le nom de nombreuses subethnies brittoniques et gauloises comme les Ancalites « les très durs » de Grande-Bretagne (Middlesex) ou encore les Calètes en Gaule (Pays de Caux). Ensuite, il est présent dans des théonymes, des anthroponymes ou des toponymes comme (Mercure) vassocaleti « dur aux soumis » ou « valet difficile », Caletius, Caletinus, Caletiu (Styrie), ainsi que Chédon (Loir-et-Cher, Calatonno au VIe siècle), peut-être de *Caleto-dunon.
Cela ne présage pas nécessairement du sous-groupe linguistique des Calédoniens à l'intérieur de la famille celtique : hiberniques, hiberniques celtisés, voire germaniques, selon Tacite, qui note que les cheveux roux et la stature des Calédoniens les rapprochent des Germains.

## Histoire

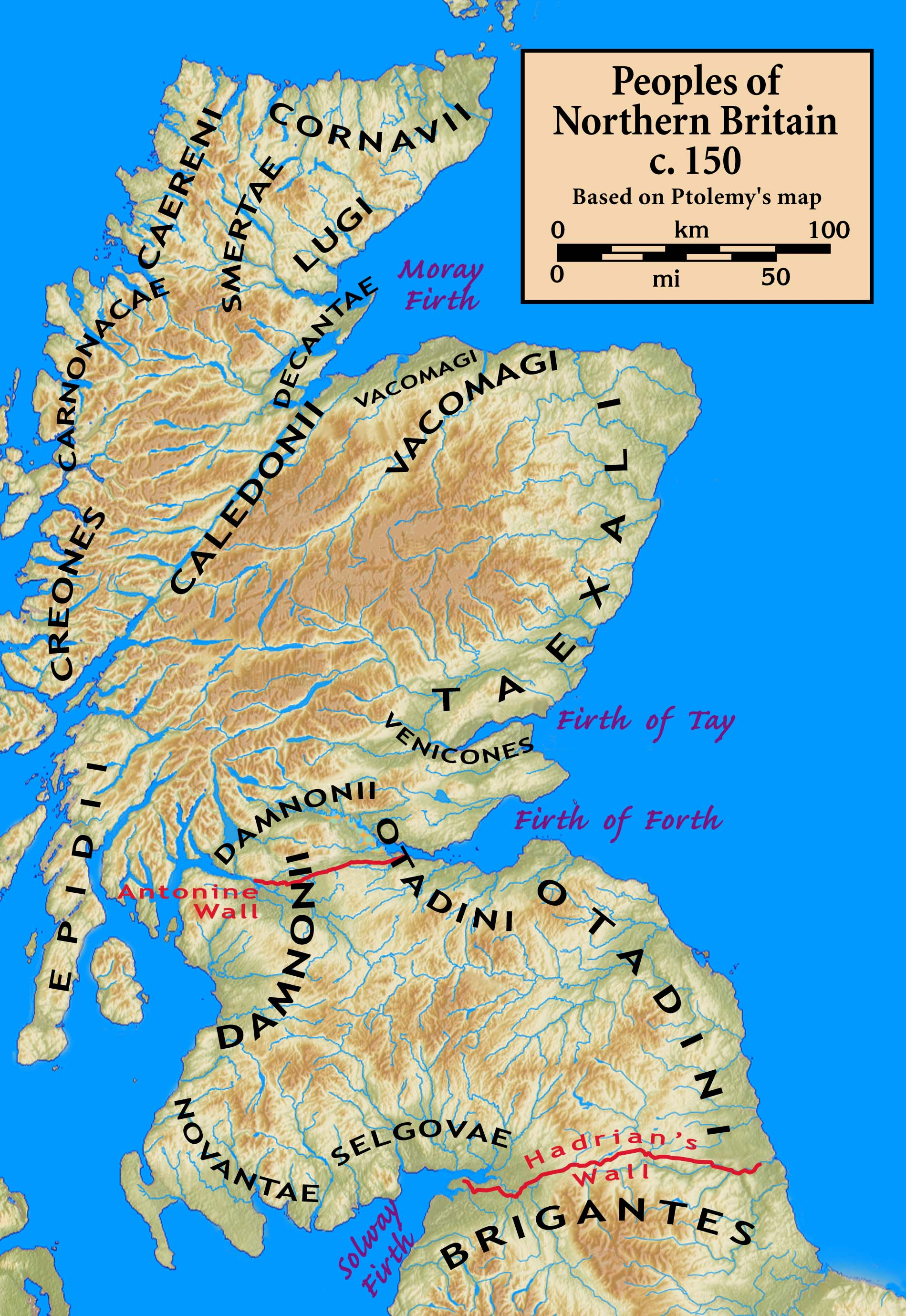
Les tribus calédoniennes au nord du mur d'Hadrien en 150.

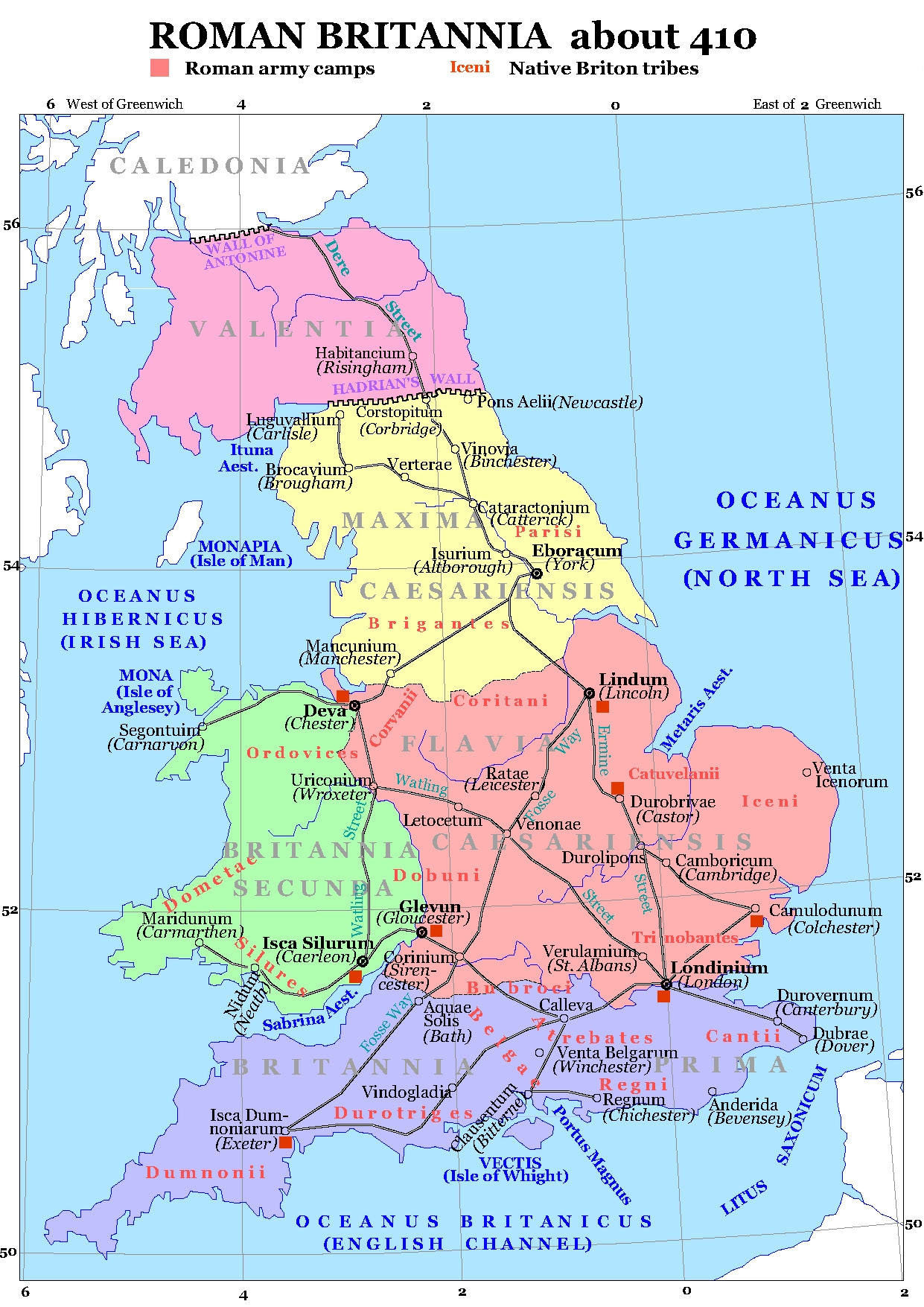
Bretagne romaine en 410.

La Calédonie ne fut pas conquise par les Romains malgré l'expédition militaire de Julius Agricola de 82/84 et la victoire des « Mons Graupius ». Elle ne fit jamais partie de l'Empire romain. Une flotte romaine en fit le tour et vérifia ainsi, plusieurs siècles après Pythéas, le caractère insulaire de la Bretagne.
En 122, l'empereur Hadrien vint en Britannia afin de consolider la frontière avec la Calédonie et fait édifier le Mur d'Hadrien. En 142, Quintus Lollius Urbicus reprit pour le compte d'Antonin le Pieux la « Brigantia », qui avait été abandonnée depuis 100. Le nouveau limes construit sous cet empereur, le mur d'Antonin, situé au nord du précédent, entre le Firth of Forth et le Firth of Clyde, fut toutefois abandonné après une révolte des Brigantes dès 162.
Entre 180 et 185, le mur d'Hadrien fut forcé par les « Barbares ». Après la chute de l'usurpateur Clodius Albinus en 197, Virius Lupus traita avec les Maètes (Maiatai ou Maeatae). En 207, Caracalla réoccupa Carpow sur le Firth of Tay (?). En 208, Septime Sévère et ses fils Caracalla et Geta envahirent la Calédonie. Ils négocièrent avec un chef nommé « Argentocoxos » (i.e : jambe d’argent). Ils furent proclamés « Britannici » par leur armée en 209. L'année suivante, Caracalla attaqua les Maètes (Maiatai ou Maeatae) et les Calédoniens (Caledonii). L'offensive s'arrêta après la mort de Septime Sévère à Eboracum en 211. La forteresse légionnaire romaine de Carpow (en), située près de l'actuelle ville de Perth, fut abandonnée en 215.
Dion Cassius, vers 230, compléta son « Histoire romaine » et donna de la Calédonie la description suivante :
« Il y a en Bretagne deux nations très importantes, les Calédoniens et les Maètes, et c'est à eux que se rapportent les noms, pour ainsi dire de tous les autres peuples. Les Maètes demeurent le long de la muraille qui divise l'île en deux parties, les Calédoniens sont derrière eux ; les uns et les autres habitent sur des montagnes sauvages et arides, ou des plaines désertes et marécageuses, sans murailles, ni villes, ni terres labourées, ne mangeant que de l'herbe, du gibier et du fruit de certains arbres ; car ils ne goûtent jamais de poisson bien qu'ils en aient en quantité innombrable. Ils passent leur vie sous des tentes, sans vêtements et sans chaussures, usant des femmes en commun et élevant tous les enfants qui naissent. »
— Dion Cassius, Histoire Romaine, livre 76, chapitre 12.
En 305, Constance Chlore envahit le nord de la « Britannia » mais mourut à Eboracum en juillet 306. Euménius, son panégyriste, écrivit en 297 que les Pictes, comme les Calédoniens, avaient les cheveux roux (rutilantia). Constantin Ier, proclamé empereur à York en 306, rétablit le limes d'Hadrien. À partir de 310, on utilise plutôt le nom de « Pictes » pour parler des habitants de la future Écosse.
Selon Ammien Marcellin, en août 367, une « barbarica conspiratio » éclata en Britannia. Elle inclut des Pictes (Pictii) du nord, qu'il divisa en « Dicalydones et Verturiones », ainsi que des « Scots » d'Irlande et des « Attacottes », selon lui une nation guerrière d'origine insulaire identifiée parfois avec les Novantes (Novantae). Le comte Nectaride, qui commandait sur la côte (comes litus Saxonicus), fut tué, et le Dux Britanniarum Fullobaudes fut capturé dans une embuscade. L'ordre fut rétabli par le comte Théodose l'Ancien.
Théodose l'Ancien débarqua en Britannia à Rutupiæ en janvier 368 avec un corps expéditionnaire, composé d'unités d'élite comme les « Joviens » et les « Victores » et des troupes de barbares fédérés hérules et bataves. Par une série d'opérations, les Pictes et les Scots furent rejetés en Calédonie, et une nouvelle région militaire entre les deux murs fut créée sous le nom de « Valentia » en l'honneur de l'empereur. La situation est restaurée en 370, lorsque le comte regagne le continent. Les peuples locaux dont la fidélité avait été démontrée, les Damnoniens (Damnonii) à l'ouest et les Votadines (Votadini) à l'est, furent désormais chargés d'assurer la sécurité des limes. D'autres peuples sont liquidés, comme les Selgoves (Selgovae), ou enrôlés sur le continent, comme les Attacottes (Atacotti).
Vers 383/384, l'usurpateur Magnus Maximus combattit les Pictes et les Scots. Vers 387, les garnisons romaines se retirèrent sur les Pennines. La dernière intervention de Rome dans la région semble être vers 400 et attribuée au général Stilicon par Claudien, qui envoya l'ordre de lancer une expédition maritime sur les côtes occidentales de la Britannia. Toutefois, l'ouest de la Calédonie fut conquis par ces Scots venus d'Irlande à partir du Ve siècle, qui devint de ce fait la Scotia, d'où le nom français « Écosse ». En 407, les Romains abandonnèrent la Bretagne insulaire.
Au VIe siècle, Jordanès écrivit encore cependant :
« Les habitants de la Calédonie ont les cheveux roux et de grands corps souples. »
— Jordanès Histoire des Goths (Getica)

## Usage moderne
Le nom de l'ancienne région survit encore dans le canal calédonien et le nom de l'université calédonienne de Glasgow, fondée en 1993, ainsi que dans le nom du train Caledonian Sleeper, qui relie Londres avec l'ouest de l'Écosse. Caledonian Railway (en) est le nom d'une compagnie ferroviaire écossaise fondée vers 1830 et disparue en 1923, et British Caledonian est le nom d'une compagnie aérienne britannique fondée en 1969 et disparue en 1988.